# Сјенегас Терас (Тексас)
Сјенегас Терас (енгл. Cienegas Terrace) насељено је место без административног статуса у америчкој савезној држави Тексас.

## Демографија
По попису из 2010. године број становника је 3.424, што је 546 (19,0%) становника више него 2000. године.
| Група             | 2000.         | 2010.         |
| Белци             | 109 (3,8%)    | 107 (3,1%)    |
| Афроамериканци    | 17 (0,6%)     | 31 (0,9%)     |
| Азијати           | 8 (0,3%)      | 5 (0,1%)      |
| Хиспаноамериканци | 2.739 (95,2%) | 3.289 (96,1%) |
| Укупно            | 2.878         | 3.424         |